# Niedoczynność kory nadnerczy
Niedoczynność kory nadnerczy – jest to zespół objawów klinicznych związany z długotrwałym niedoborem hormonów wytwarzanych przez korę nadnerczy, zwłaszcza glikokortykosteroidów. 

## Etiopatogeneza
Ze względu na przyczynę niedoczynność kory nadnerczy dzieli się na pierwotną (choroba Addisona), związaną z procesem patologicznym w nadnerczach, oraz wtórną, łączącą się z niewystarczającym wytwarzaniem i uwalnianiem hormonów nadnerczowych w następstwie niedoboru ACTH. Przyczyną pierwotnej niedoczynności nadnerczy jest zniszczenie części korowej nadnerczy w wyniku toczącego się procesu autoimmunologicznego, infekcji, krwotoków, nowotworów, urazów, promieniowania, zabiegów chirurgicznych lub wad wrodzonych. 
Wtórną niedoczynność nadnerczy powoduje niedobór hormonu ACTH z powodu zaburzeń wydzielniczych przysadki mózgowej, będących często następstwem długiego stosowania glikokortykosteroidów ("zmęczenie" komórek przysadki produkujących ACTH), nowotworów, urazów lub zabiegów.

## Objawy
Charakterystycznymi objawami choroby są: wzmożona pigmentacja skóry i błon śluzowych, ogólne osłabienie, szybkie męczenie, chudnięcie, brak łaknienia, nudności, wymioty, podrażnienie żołądka, niedociśnienie ortostatyczne, hiponatremia, hiperkaliemia, hipoglikemia, chęć spożywania słonych pokarmów, luźne stolce.